# 行け!!南国アイスホッケー部
『行け!!南国アイスホッケー部』（ゆけ なんごくアイスホッケーぶ）は、久米田康治による日本の漫画作品。

## 概要・あらすじ
週刊少年漫画雑誌『週刊少年サンデー』（小学館）に、1991年15号から1996年34号まで連載された。単行本は少年サンデーコミックスより全23巻、同ワイド版より全11巻。
カナダからの帰国子女（連載当初の設定）である高校生・蘭堂月斗を中心に様々なギャグが展開されるギャグ漫画。
物語はアイスホッケーを行っていた時期と行わなくなった時期で明確に分けられる。

### 単行本4巻第1話まで
カナダの有名なアイスホッケー選手だった蘭堂月斗は、監督との縁から弱小アイスホッケー部の助っ人として鹿児島の浜津学園高校に転校してくる。アイスホッケー部は月斗の加入で日増しに強くなり、複数の高校から練習試合の申込みが届いたり大会出場の機会を得たりするが、そこで降りかかる不条理な出来事や問題に、部員たちが対峙するスポーツコメディ。
絵柄は強弱がつけられた線で、比較的リアルな人物造形となっている。また登場人物の大半が鹿児島弁を話していた。

### 単行本4巻第2話以降
単行本第4巻第1話「秘技!!湯けむりシュート」を境にアイスホッケーの練習や試合はほぼ完全に描写されなくなり、月斗を中心に巻き起こる下ネタを要としたギャグ漫画に転じた。但し、練習や試合が皆無となって以降も複数回、月斗らがアイスホッケー部の部員であることが象徴的に描写されたことがある。
月斗の周囲に、さまざまな芸能人・プロスポーツ選手・歴史上の偉人をもじった氏名（大半は下ネタにかけたもの）の一発キャラが登場し、下ネタギャグが展開される。下ネタのレベルは少年誌掲載ということもあって基本的に軽い表現だが、同性愛に関する極端な表現が原因でワイド版未収録となった話も存在する。連載当初からラブコメ風の展開になることがあったが、これが多く見られるようになった。また、パラレルワールドを舞台にした物語も多く見られた他、連載中期に下ネタが控え目になり純粋なオヤジギャグが多く扱われた時期もあった。
アイスホッケーの練習や試合が完全に行われなくなったことに伴い、当初は主要な役割を果たしていた部員（後述）もほとんどが登場なくなった。また、連載初期の象徴だった登場人物の鹿児島弁も単行本第8巻以降、標準語に統一された。
絵柄は徐々に線の強弱が失われ、また人物造形も「顔が小さく目が大きく」「腕や足が細長く」と言ったデフォルメ化が進行した。そして末期では細く平坦な線で比較的無機質的な人物造型となっており、現在の久米田作品の絵柄の原型が確立されている。

### 変遷
上述の通り絵柄の変化が非常に激しいのも特徴である。次第に線が細くなり、終盤に至るとシャープな線になり、脚や首が非常に長くなっている。作者の久米田康治本人も作品内で絵柄の変わり様についてネタにしたほどである。1話と最終話の絵柄を見比べると、全くと言っていいほど別の画風に変貌している。これは後の久米田作品でもある『かってに改蔵』や『育ってダーリン!!』にも共通している。
連載中期から共通するものを列挙するネタが行われ始めるなど、作品の終盤で『かってに改蔵』や『さよなら絶望先生』へと繋がる形を確立した。また、社会風刺や作家いじり（主に北崎拓）などのネタもこの頃から存在している。

## 主な登場人物

### アイスホッケー部員・マネージャー・コーチ
蘭堂月斗（らんどう げっと）
主人公。背番号13。カナダからの帰国子女で、浜津学園高校2年に編入学。有名なアイスホッケー選手だったが、そのプレイの卑怯さ（審判の目を盗んだ違反行為の連発）によってカナダのホッケー界から追放されてしまう。連載初期においては、練習試合で負けが込んでいる時に他の部員を励ます・下級生の女子からファンレターを貰うなど、それなりに高校生アスリートらしい描写も見られたが、連載中盤以降は過剰な性欲を満たそうとするばかりの自堕落な生活を送り、オナニーに耽ったり、女性へのセクハラ行為を繰り返したりする日々を過ごし、女子の鼻つまみ者となる。単行本12巻では「13歳で自慰行為を覚え、48手のスタイルをマスターした。」と自称。作中で短小・粗チン扱いされることが多い。「はーん」が口癖。最終話で正体が明らかになる。
鼻にいつも絆創膏が貼られている。
岡本そあら（おかもと そあら）
本作のヒロイン。アイスホッケー部マネージャー（連載初期は演劇部の部員も掛け持ちする描写も見られた）。気が強く、本作ではつっこみ役に回ることが多い。月斗に好意を寄せている描写がある一方、その好意に適わない言行に及ぶことも多い。ポニーテールで70のAという貧乳（中期～後期には舞子とほぼ同等の巨乳に描かれている）。ダイエーファン（平和台時代）で、とくにカズのファン。成績は優秀。
「かるかん本舗大江戸屋」という和菓子屋の次女で、名前のモチーフはトヨタ自動車の「ソアラ」。後述する姉妹及び未来の娘の名前もトヨタ自動車に因んでいる。コミックスの表紙を飾る事が多い。後に『かってに改蔵』単行本第7巻第6話「人気者でいこう…よ。」 にて、天草及び舞子と共にゲスト出演を果たしている。
よくアルバイトをしているが、連載中終盤以降には看護師やスチュワーデスのような高校生がアルバイトで働くことが通常では不可能な専門職までやっていた。未来では保母さんをやっている。
一時期、ツッコミ用の道具として『うしおととら』の｢獣の槍｣をモチーフにした「ケダモノの槍」を使用していた。
天草健太郎（あまくさ けんたろう）
アイスホッケー部の部長。背番号10。アイスホッケーの描写がなくなって以降もキャプテンと呼ばれていた。当初は裸眼だったが、単行本3巻以降「月斗と判別がつかない」と読者に指摘されたらしいので眼鏡をかけるようになった。右曲がりの巨根らしい。次作『太陽の戦士ポカポカ』でもキャプテン天草というキャラで再登場している。
彼に限らず、浜津学園アイスホッケー部は全国的にも強い部類に入るが、自信が無いのと根本的に小心者な為、「自分より弱い」と確信した相手にしか実力を発揮出来ない。連載の中終盤から「珍獣・オカルトのマニア」「多趣味で、その回のテーマとなるものに異常にこだわりを見せる。」などのキャラ設定がなされた。
鈴木保奈男（すずき ほなお）
通称スズキ。背番号7。アイスホッケー部員。インキンで死にかけた事もある。月斗程ではないがセクハラ行為を常習的に行う（エロ本や自身の性器を嫌がる女性に見せたり、嫌がる女性の服を無理矢理脱がしたりする描写が多く見られる）。下着ドロを特技とする。実家はラーメン屋を営む。女運が悪く、彼女が出来ても月斗の所為で振られたり、二股を掛けられたりする事が多い。
伊藤未来男（いとう みきお）
通称イトウ。背番号20。アイスホッケー部員。包茎である事をいつも気にかけている。連載初期の髪型は長めの横分けだったが、単行本2巻以降短髪になった。包茎手術の直後に文化祭で鈴木と一緒に「ちん立て伏せ」（勃起した陰茎とつま先を支えにして上半身を浮かす芸当）を披露したことがあり、その際には手術痕を負傷した。
ロブ・ドールマン
交換留学生として月斗とほぼ同時期に転入したアイスホッケー部員。背番号44。月斗と同様にカナダのホッケー界を追放された身だが、月斗とは違い暴力沙汰で追放された。暴走するときには「戦いの踊り」を踊る。音痴。初期は主要キャラであったが、アイスホッケーの練習や試合の描写がなくなって以降ほとんど登場しなくなり、そのことが作中でネタにされた。
吉田薫（よしだ かおる）
アイスホッケー部員。背番号4。巨漢だが小心者。泣き上戸。カラオケの十八番は水前寺清子のありがとうの歌。ロブ同様に、初期は主要キャラであったが、アイスホッケーの練習や試合の描写がなくなって以降ほとんど登場しなくなった。
牧野（まきの）
アイスホッケー部員。背番号5。下の名前は不詳。細い目が特徴。ロブや吉田同様に、単行本5巻第11話でせりかに金銭を徴収されて以降全く登場しなくなったが、単行本19巻第10話で気絶して長い夢を見ていた月斗がアイスホッケー部の部室で目覚める描写において久々に登場した。
伊集院（いじゅういん）
アイスホッケー部員。下の名前は不詳。月斗たちより1学年下。単行本2巻第4話で入部。アスリートには程遠い肥満体型。無神論者で牧瀬里穂のファン。試合に出場する描写は全くなく、単行本4巻第7話を最後に登場しなくなり、作中でネタになることもなかった。
風間圭介（かざま けいすけ）
アイスホッケー部コーチ。年齢29歳。昔はアイスホッケーの選手で月斗の兄とタッグを組み「カミカゼブラザーズ」として恐れられていたが、試合中に目を負傷したことにより引退。初期は真剣にアイスホッケー部の強化に取り組む場面が見られたが、次第にスケベ心丸出しの変態オヤジと化していった。オナニーの際に全裸になったり利き手とは反対の手の爪にマニキュアを塗って行為をするという拘りを持っている。

### その他浜津学園関係者（同級生・教員）
朝霧舞子（あさきり まいこ）
そあらの友人。新体操部員。単行本2巻に初登場。巨乳美人でミス浜津にも選ばれている。3サイズは90・58・85。Dカップ。天草に好意がある描写も散見される。いわゆるお色気要員で、パンチラや胸を出すシーンが多く、月斗の策略により全裸にされたこともある。尚、作中の描写から月斗・そあら・天草・鈴木・伊藤の5人は全員同じ「2年7組」と見られる。
財部光三（たからべ こうぞう）
通称は理事長。アイスホッケーが好きで、強引にアイスホッケー部を作った。芸に厳しいが、その割によく自分のギャグがスベる。並外れた財力と九州中のアイスホッケーチームを老若男女問わずに集めて大会を開催出来る程の人脈を持っている。
青空涙（あおぞら なみだ）
解雇になった風間の後任として就任したアイスホッケー部コーチ。女性。単行本9巻第4話に初登場。アイスホッケー部のコーチとして就任したにもかかわらず、月斗らアイスホッケー部員を他の競技（野球・サッカー・相撲・バスケット）に出場させる。
亀頭雁男（かめあたま かりお）
古典教師。彼が試験監督の時は絶対にカンニング出来ないことから、通称「カンニングハンター亀」と呼ばれる。ある理由で教職を退き、その後も職を変えて月斗に戦いを挑んでは敗れ、幾度も職を追われる。四人兄弟の長男（次男：先次郎、三男：こす郎、四男：なめ郎）で、兄弟揃って恥ずかしい髪型をしている。やられた時はいつも「必ず復讐してやる」と言っている。

### 月斗の親族
蘭堂抜斗（らんどう ばっと）
月斗の兄で青年実業家。古式の日本文化を好み、単行本7巻第11話で来日した際は外国文化に染まり切った日本に強い嫌悪を示し幾度も刀を振りかざしたが、茶道の稽古に向かおうとして着物姿で歩いていたせりかに一目ぼれした。単行本8巻第1話ではその好意を逆手にせりかから多額の金銭を巻き上げられた。上述の通り、単行本2巻では月斗の兄は風間圭介とタッグを組んでいたアイスホッケーの名選手とされていたが、月斗の兄として作中で言及された当該人物は抜斗とは別人と見られる。
蘭堂ころな
未来の月斗とそあらの娘。年齢は不詳だが単行本9巻第9話で初登場した際は幼稚園児。少々やんちゃなところがあり、毒田のタイムマシーンを悪戯して過去の月斗及びそあらに会いに来た。

### そあらの親族
岡本せりか（おかもと せりか）
そあらの姉。女子大生ただし年齢は不詳。単行本5巻第11話で初登場。金銭に強い執着心を持ち、もっともらしい理由を並べては男から多額の金銭を巻き上げたり、虚偽の説明をもって金銭を騙し取ったりし、相手が充分な金銭を所持していないと知った途端に相手を身ぐるみ剥がす等の蛮行に及んだ。上述の単行本8巻第1話では抜斗から金銭を巻き上げ騙し取ったが、抜斗が億単位の年収を得る青年実業家であることを知った途端に玉の輿を見込んで態度を変えた。
岡本とれの（おかもと とれの）
そあらの妹。単行本3巻第1話で初登場した際のセリフから16歳でそあらとは1学年下の年子と見られる。出会いを目的としてアルバイトを探していた月斗が立ち寄った「かるかん本舗大江戸屋」で対面し、面接後に月斗と意気投合。自室に招いた月斗に誘導され処女を喪失しかけるが行為の直前にそあらと鉢合わせになり大口論に発展。以降も月斗に好意的に振る舞う描写が多々なされた。
毒田（どくた）
そあらのおじで、マッドサイエンティスト。下の名前は不詳。様々な発明品の開発・研究をする日々。タイムマシーンを作る事が出来るため、タイムスリップネタではほぼ必ず登場。しかし、このタイムマシーンの外観はゴミ収集車やバキュームカーにしか見えない。

### ギャグキャラクター（複数回登場）
三択老師（さんたくろうし）
クリスマスに浮かれるカップルを制裁する老人。
岡留子（おか るこ）
浜津学園高校の生徒。超自然現象研究界の部長。
松村風紀（まつむら ふうき）
浜津学園高校の教員。風紀の乱れを厳しく取り締まるが、女子生徒への対応は度を越したセクハラと考えられる。潔癖症で食事以外においてはマスクを着用している。包茎だが、その状態を清潔と思い込んでいる。
掻杉田蛋白（かきすぎた たんぱく）
いわゆる下の病（泌尿器科・性病科等）の名医。別名「ふぐろう博士」「シモの医学の赤ヒゲ」と呼ばれる、杉田玄白の友達の末裔。「かきたい新書」を執筆したことがあるが有害指定図書とされている。登場する度に、自身の氏名について「検尿の前日に自慰行為をして蛋白が検出されたことに由来する訳ではない」旨の断りを入れる。

## 単行本
小学館より全23巻が刊行。後にワイド版として全11巻が刊行された。ただしワイド版では一部削除された箇所がある。また『My First WIDE かってに改蔵』および『My First BIG SPECIAL 毎月久米田康治』では「Special Selection!!」として、一部の話を掲載している。